# Wielbłąd dwugarbny
Wielbłąd dwugarbny (Camelus ferus) – gatunek ssaka z rodziny wielbłądowatych (Camelidae), występujący w stanie dzikim na stepach centralnej Azji (Mongolia i Chiny). Największa znana dzika populacja tych zwierząt – żyjąca na pustyni Gobi – liczy około 1000 osobników.
Innym dwugarbnym gatunkiem wielbłąda jest udomowiony wielbłąd domowy (C. bactrianus).

## Charakterystyka
Wielbłądy są silnymi zwierzętami przystosowanymi do życia na piaszczystym terenie: mają grubą skórę na kolanach i szerokie kopyta; ich nozdrza mogą się otwierać i zamykać, chroniąc przed wdychaniem piasku. Grube futro pozwala zwierzęciu zachować temperaturę ciała podczas zimnych pustynnych nocy oraz izoluje przed upałem za dnia. Znane są także ze swojej gospodarki wodnej: zwierzę może jednorazowo wypić nawet 120 litrów wody, by przez następnych kilka dni nie pić w ogóle.
Wielbłądy dwugarbne mają około 2 metrów w kłębie (razem z garbami) i ważą nawet ponad 800 kg. Samce są większe od samic. Są roślinożerne, ich zasadnicza dieta składa się z traw, liści i zbóż.

## W kulturze
Poczta Polska wyemitowała 15 czerwca 2020 roku znaczek pocztowy o nominale 3,30 złotych przedstawiający wielbłądzicę z młodym. Zwierzęta zostały opisane: Wielbłąd dwugarbny / Camelus bactrianus / Samica Goplana i Józefina. Autorem projektu znaczka był Andrzej Gosik. Druk wykonano techniką offsetową na papierze fluorescencyjnym, w nakładzie 180 tys. sztuk.